# Catedral de Veracruz
La Catedral de Veracruz, dedicada a la Virgen de la Asunción, se ubica en el centro histórico de la ciudad de Veracruz, Veracruz, México. Fue consagrada como tal en el año de 1963. Pertenece a la diócesis de Veracruz.
Anterior al edificio, existía una parroquia de modestas proporciones. La actual se construyó a comienzos del siglo XVII, y se concluyó en el año de 1731. Algunas reformas le fueron realizadas a comienzos del siglo XIX. Cuenta con una sola torre en su lado derecho.

## El edificio

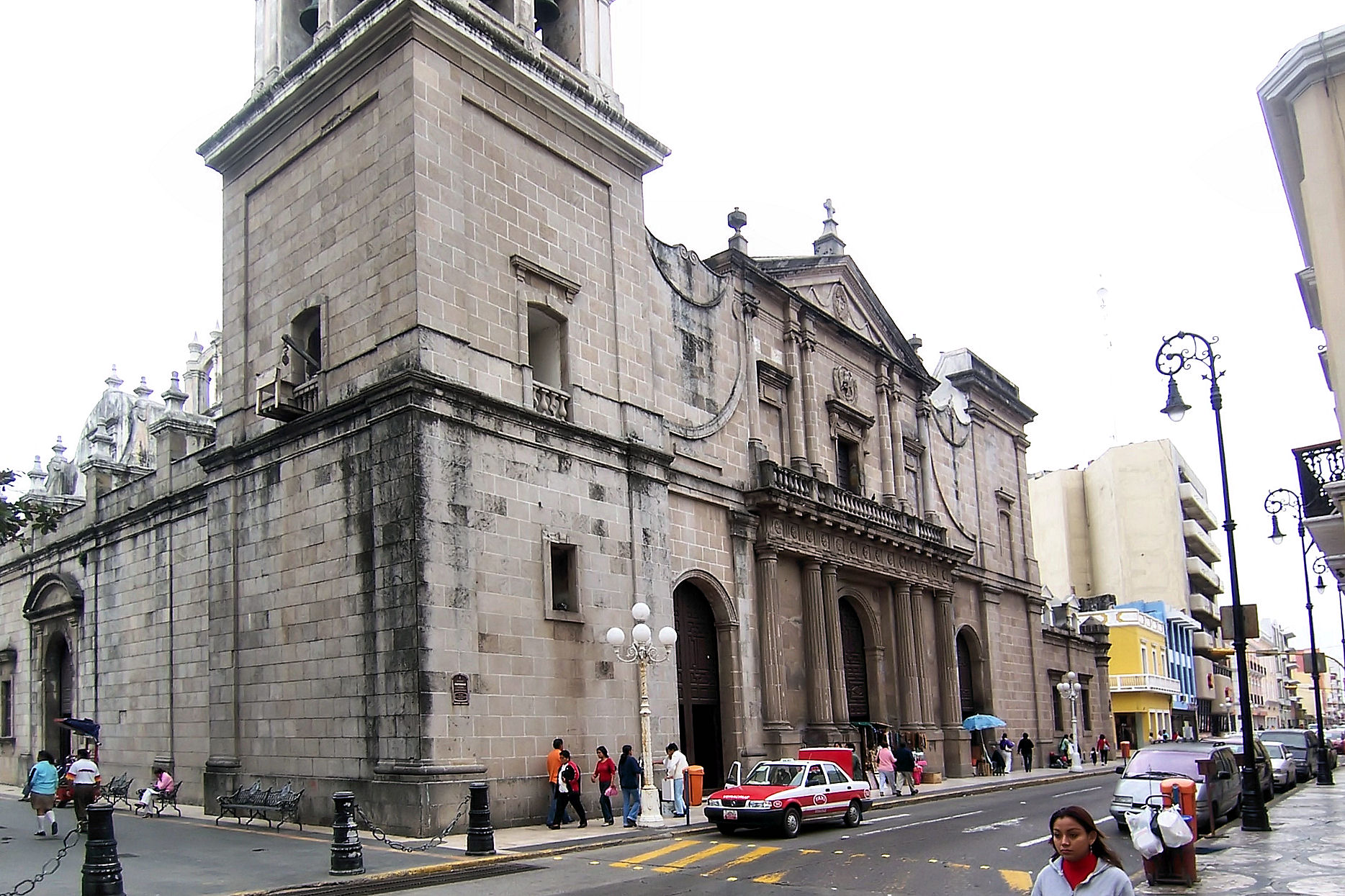
Vista de la catedral de Veracruz

Es de planta basilical y tiene 5 naves, siendo la central mayor que las laterales. La cúpula del edificio es de forma octogonal, cuenta con una pequeña linternilla y azulejos poblanos que recubren la cúpula. La torre, de tres cuerpos, fue agregada a comienzos del siglo XX y cuenta con una pequeña cúpula.
La portada principal es de sencillas líneas. De estilo neoclásico, cuenta con dos cuerpos y remate. El primer cuerpo cuenta con un arco de acceso de medio punto custodiado por columnas pares a los lados y dos columnas en las esquinas, ambas de orden dórico y las cuales forman dos entrecalles; estas sostienen una cornisa sobre la que se muestra el cuerpo superior. En la parte central de este segundo cuerpo se ubica la ventana del coro y sobre esta un medallón. Se repite el mismo juego de columnas del primer cuerpo, pero de orden jónico. El remate, un frontón tirangular, posee en el centro un medallón.
El interior es sencillo y destacan los candelabros de cristal de bacarat y el altar mayor. Estas piezas que adornan el pasillo central, fueron un regalo del Imperio Austrohúngaro.

## Restauración 2008 / 2013
La catedral se encuentra en restauración general, se le ha retornado su apariencia original -retirando la piedra de cantera con que había sido recubierta en sus muros exteriores-, blanca en sus tres fachadas, con aplanados encalados, para permitirle a sus muros de piedra muca y ladrillo respirar.
La cúpula ha sido bellamente restaurada, respetando su arquetipo, blanca y recubierta con talavera de Puebla. Su única torre y campanario, así como su arquitectura interior y el arte de su decoración han recuperado su esplendor y vuelto a la vida, fomentando así su actividad parroquial.